# Utuado (Puerto Rico)
Utuado és un municipi de Puerto Rico, situat a la regió muntanyosa central-occidental de l'illa, coneguda com La Serralada Central. Limita al nord amb Adjuntas i Ponce; al sud amb Hatillo i Arecibo; a l'est amb Lares; i a l'oest amb Ciales i Jayuya. Amb una superfície de 297,83 km² és el tercer municipi més gran a Puerto Rico, després d'Arecibo i Ponce.
Ell 2010, la ciutat tenia 33.149 habitants, repartits en 25 barris: Utuado Pueblo, Angeles, Arenas, Caguana, Caníaco, Caonillas Arriba, Caonillas Abajo, Consejo, Don Alonso, Guaónico, Las Palmas, Limón, Mameyes Abajo, Paso Palmas, Río Abajo, Roncador, Sabana Grande, Salto Abajo, Salto Arriba, Santa Isabel, Santa Rosa, Tetuán, Viví Arriba i Viví Abajo.
El nom Utuado deriva de la paraula taína Otoao, que significa "entre muntanyes".